# Genoa 1893 1988-1989
Questa voce raccoglie le informazioni riguardanti il Genoa 1893 nelle competizioni ufficiali della stagione 1988-1989.

## Stagione
Nella stagione 1988-1989 il Genoa ha disputato il campionato di Serie B, appena evitata la retrocessione in Serie C1 nell'ultima giornata dello scorso campionato, il grifone ha saputo apportare i giusti cambiamenti al proprio organico, e sotto l'abile guida del nuovo tecnico Franco Scoglio ha centrato, con grande autorità, l'obiettivo della promozione nella massima serie. Già a metà campionato la squadra rossoblù, con 29 punti raccolti, aveva scavato un largo margine sulle inseguitrici, e nonostante una flessione in primavera, ha chiuso il torneo in testa con il Bari a 51 punti. Con loro sono salite in Serie A anche l'Udinese e la Cremonese, quest'ultima dopo aver vinto lo spareggio con la Reggiana. Il merito di questa notevole stagione genoana è stata la difesa, di gran lunga la meno battuta del campionato con solo 13 reti subite in 38 giornate di campionato, che hanno compensato un attacco non trascendentale, che non ha segnato nemmeno un goal a partita. I migliori marcatori genoani sono stati Marco Nappi e Davide Fontolan con 7 reti a testa.
Nella Coppa Italia il Genoa, prima del campionato, disputa il sesto girone della prima fase di questa competizione, raccoglie 5 punti, ma per la peggior differenza reti con l'Ancona, non passa alla seconda fase, mentre il Pisa e la Fiorentina con 7 punti hanno vinto il raggruppamento.

## Divise e sponsor
Lo sponsor ufficiale per la stagione 1988-1989 fu Levante, mentre il fornitore di materiale tecnico fu Erreà.
| Prima divisa | Seconda divisa |

## Organigramma societario
Area direttiva
- Presidente: Aldo Spinelli
- Segretario amministrativo: rag. Giulio Benti
- Segretario generale: dott. Davide Scapini
- Medico sociale: dott. Pierluigi Gatto

Area tecnica
- Allenatore: Franco Scoglio[1]
- Allenatore in seconda: Gianni Gennari
- Allenatore primavera: Claudio Maselli
- Massaggiatore: Gerolamo Craviotto

## Rosa
| N. |                   | Ruolo | Calciatore           |
| -- | ----------------- | ----- | -------------------- |
|    | Italia (bandiera) | P     | Attilio Gregori      |
|    | Italia (bandiera) | P     | Mauro Pasquale       |
|    | Italia (bandiera) | D     | Walter Biagini       |
|    | Italia (bandiera) | D     | Nicola Caricola (II) |
|    | Italia (bandiera) | D     | Armando Ferroni (II) |
|    | Italia (bandiera) | D     | Augusto Gentilini    |
|    | Italia (bandiera) | D     | Vittorio Pusceddu    |
|    | Italia (bandiera) | D     | Gianluca Signorini   |
|    | Italia (bandiera) | D     | Vincenzo Torrente    |
|    | Italia (bandiera) | D     | Cristian Trapella    |

| N. |                   | Ruolo | Calciatore                |
| -- | ----------------- | ----- | ------------------------- |
|    | Italia (bandiera) | C     | Antonio Di Carlo          |
|    | Italia (bandiera) | C     | Stefano Eranio            |
|    | Italia (bandiera) | C     | Roberto Onorati           |
|    | Italia (bandiera) | C     | Alessandro Quaggiotto     |
|    | Italia (bandiera) | C     | Franco Rotella            |
|    | Italia (bandiera) | C     | Gennaro Ruotolo           |
|    | Italia (bandiera) | C     | Ferdinando Signorelli (I) |
|    | Italia (bandiera) | A     | Massimo Briaschi (I)      |
|    | Italia (bandiera) | A     | Davide Fontolan (II)      |
|    | Italia (bandiera) | A     | Marco Nappi               |

## Risultati

### Serie B

#### Girone di andata
| Cosenza 11 settembre 1988 1ª giornata | Cosenza         | 0 – 0 | Genoa | Stadio San Vito\| Arbitro: \| Pucci (Firenze) \| |
| Arbitro:                              | Pucci (Firenze) |       |       |                                                  |

| Arbitro: | Beschin (Legnago) |

|                                   |           |  |
| Briaschi 31’ Nappi 68’ Eranio 89’ | Marcatori |  |

| Arbitro: | Nicchi (Arezzo) |

|  |           |                                   |
|  | Marcatori | 51’ Onorati 61’ (rig.) Quaggiotto |

| Arbitro: | Frigerio (Milano) |

|           |           |                        |
| Da Re 10’ | Marcatori | 49’ Briaschi 86’ Nappi |

| Genova 9 ottobre 1988 5ª giornata | Genoa           | 0 – 0 | Messina | Stadio Luigi Ferraris\| Arbitro: \| Guidi (Bologna) \| |
| Arbitro:                          | Guidi (Bologna) |       |         |                                                        |

| Arbitro: | Magni (Bergamo) |

|           |           |  |
| Lerda 43’ | Marcatori |  |

| Arbitro: | Coppetelli (Tivoli) |

|                        |           |  |
| Nappi 80’ Briaschi 85’ | Marcatori |  |

| Arbitro: | Amendolia (Messina) |

|  |           |                           |
|  | Marcatori | 79’ Eranio 90’ Quaggiotto |

| Arbitro: | Calabretta (Catanzaro) |

|           |           |  |
| Nappi 84’ | Marcatori |  |

| Arbitro: | Beschin (Legnago) |

|           |           |             |
| Nappi 67’ | Marcatori | 79’ Cecconi |

| Arbitro: | Longhi (Roma) |

|  |           |                |
|  | Marcatori | 38’ Quaggiotto |

| Arbitro: | Dal Forno (Ivrea) |

|                              |           |  |
| Ruotolo 33’, 79’ Onorati 54’ | Marcatori |  |

| Bari 4 dicembre 1988 13ª giornata | Bari               | 0 – 0 | Genoa | Stadio della Vittoria\| Arbitro: \| Fabricatore (Roma) \| |
| Arbitro:                          | Fabricatore (Roma) |       |       |                                                           |

| Arbitro: | Iori (Parma) |

|           |           |  |
| Nappi 22’ | Marcatori |  |

| Arbitro: | Paparesta (Bari) |

|  |           |                            |
|  | Marcatori | 26’ Quaggiotto 28’ Onorati |

| Arbitro: | Boemo (Cervignano del Friuli) |

|                           |           |                        |
| Quaggiotto 7’, 70’ (rig.) | Marcatori | 49’ Vignola 80’ Baiano |

| Arbitro: | Beschin (Legnago) |

|              |           |                 |
| Di Carlo 35’ | Marcatori | 75’ D. Fontolan |

| Arbitro: | Quartuccio (Torre Annunziata) |

|                       |           |  |
| Onorati 44’ Nappi 47’ | Marcatori |  |

| Arbitro: | Sguizzato (Verona) |

|                        |           |                                |
| Fioretti 5’ Panero 75’ | Marcatori | 20’ (aut.) Nardini 31’ Ruotolo |

#### Girone di ritorno
| Arbitro: | F. Baldas (Trieste) |

|                 |           |  |
| D. Fontolan 63’ | Marcatori |  |

| Reggio Calabria 5 febbraio 1989 21ª giornata | Reggina             | 0 – 0 | Genoa | Stadio Comunale\| Arbitro: \| Ceccarini (Livorno) \| |
| Arbitro:                                     | Ceccarini (Livorno) |       |       |                                                      |

| Arbitro: | Guidi (Bologna) |

|                 |           |                |
| D. Fontolan 14’ | Marcatori | 76’ De Martino |

| Genova 26 febbraio 1989 23ª giornata | Genoa           | 0 – 0 | Padova | Stadio Luigi Ferraris\| Arbitro: \| Nicchi (Arezzo) \| |
| Arbitro:                             | Nicchi (Arezzo) |       |        |                                                        |

| Arbitro: | Magni (Bergamo) |

|                  |           |  |
| S. Schillaci 48’ | Marcatori |  |

| Arbitro: | Quartuccio (Torre Annunziata) |

|                    |           |  |
| Onorati 88’ (rig.) | Marcatori |  |

| Avellino 19 marzo 1989 26ª giornata | Avellino           | 0 – 0 | Genoa | Stadio Partenio\| Arbitro: \| Di Cola (Avezzano) \| |
| Arbitro:                            | Di Cola (Avezzano) |       |       |                                                     |

| Arbitro: | Amendolia (Messina) |

|                 |           |  |
| D. Fontolan 84’ | Marcatori |  |

| Monza 2 aprile 1989 28ª giornata | Monza              | 0 – 0 | Genoa | Stadio Brianteo\| Arbitro: \| Felicani (Bologna) \| |
| Arbitro:                         | Felicani (Bologna) |       |       |                                                     |

| Brescia 9 aprile 1989 29ª giornata | Brescia             | 0 – 0 | Genoa | Stadio Mario Rigamonti\| Arbitro: \| F. Baldas (Trieste) \| |
| Arbitro:                           | F. Baldas (Trieste) |       |       |                                                             |

| Genova 16 aprile 1989 30ª giornata | Genoa           | 0 – 0 | Catanzaro | Stadio Luigi Ferraris\| Arbitro: \| Pucci (Firenze) \| |
| Arbitro:                           | Pucci (Firenze) |       |           |                                                        |

| Licata 23 aprile 1989 31ª giornata | Licata             | 0 – 0 | Genoa | Stadio Dino Liotta\| Arbitro: \| Di Cola (Avezzano) \| |
| Arbitro:                           | Di Cola (Avezzano) |       |       |                                                        |

| Genova 7 maggio 1989 32ª giornata | Genoa             | 0 – 0 | Bari | Stadio Luigi Ferraris\| Arbitro: \| Frigerio (Milano) \| |
| Arbitro:                          | Frigerio (Milano) |       |      |                                                          |

| Arbitro: | Amendolia (Messina) |

|            |           |  |
| Nobile 37’ | Marcatori |  |

| Arbitro: | Frattin (Castelfranco Veneto) |

|            |           |  |
| Eranio 84’ | Marcatori |  |

| Arbitro: | Fabricatore (Roma) |

|            |           |                 |
| Baiano 23’ | Marcatori | 41’ D. Fontolan |

| Novara 4 giugno 1989 36ª giornata | Genoa           | 0 – 0 | Parma | Stadio Comunale\| Arbitro: \| Boggi (Salerno) \| |
| Arbitro:                          | Boggi (Salerno) |       |       |                                                  |

| Arbitro: | Guidi (Bologna) |

|              |           |                 |
| De Vitis 37’ | Marcatori | 40’ D. Fontolan |

| Arbitro: | Monni (Sassari) |

|            |           |  |
| Eranio 74’ | Marcatori |  |

### Coppa Italia

#### Primo turno
| Alessandria 21 agosto 1988 1ª giornata | Genoa               | 0 – 0 | Fiorentina | Stadio Giuseppe Moccagatta\| Arbitro: \| F. Baldas (Trieste) \| |
| Arbitro:                               | F. Baldas (Trieste) |       |            |                                                                 |

| Savona 24 agosto 1988 2ª giornata | Genoa           | 0 – 0 | Ancona | Stadio Valerio Bacigalupo\| Arbitro: \| Guidi (Bologna) \| |
| Arbitro:                          | Guidi (Bologna) |       |        |                                                            |

| Arbitro: | Fabricatore (Roma) |

|  |           |             |
|  | Marcatori | 56’ Onorati |

| Arbitro: | Coppetelli (Tivoli) |

|                        |           |               |
| D. Fontolan 44’ (rig.) | Marcatori | 89’ Lucarelli |

| Arbitro: | Trentalange (Torino) |

|                                                 |           |                         |
| Cornacchini 31’ Messina 52’ Torrente 89’ (aut.) | Marcatori | 23’ Di Carlo 69’ Eranio |

## Statistiche

### Statistiche di squadra
| Competizione | Punti | In casa | In casa | In casa | In casa | In casa | In casa | In trasferta | In trasferta | In trasferta | In trasferta | In trasferta | In trasferta | Totale | Totale | Totale | Totale | Totale | Totale | DR  |
| Competizione | Punti | G       | V       | N       | P       | Gf      | Gs      | G            | V            | N            | P            | Gf           | Gs           | G      | V      | N      | P      | Gf     | Gs     | DR  |
| ------------ | ----- | ------- | ------- | ------- | ------- | ------- | ------- | ------------ | ------------ | ------------ | ------------ | ------------ | ------------ | ------ | ------ | ------ | ------ | ------ | ------ | --- |
| Serie B      | 51    | 19      | 11      | 8       | 0       | 21      | 4       | 19           | 5            | 11           | 3            | 14           | 9            | 38     | 16     | 19     | 3      | 35     | 13     | +22 |
| Coppa Italia |       | 3       | 0       | 3       | 0       | 1       | 1       | 2            | 1            | 0            | 1            | 3            | 3            | 5      | 1      | 3      | 1      | 4      | 4      | 0   |
| Totale       |       | 22      | 11      | 11      | 0       | 22      | 5       | 21           | 6            | 11           | 4            | 17           | 12           | 43     | 17     | 22     | 4      | 39     | 17     | +22 |

### Statistiche dei giocatori[9]
| Giocatore         | Serie B  | Serie B | Coppa Italia | Coppa Italia | Totale   | Totale |
| Giocatore         | Presenze | Reti    | Presenze     | Reti         | Presenze | Reti   |
| ----------------- | -------- | ------- | ------------ | ------------ | -------- | ------ |
| W. Biagini        | -        | -       | 5            | 0            | 5        | 0      |
| M. Briaschi (I)   | 20       | 3       | 3            | 0            | 23       | 3      |
| N. Caricola (II)  | 37       | 0       | 5            | 0            | 42       | 0      |
| A. Di Carlo       | -        | -       | 3            | 1            | 3        | 1      |
| S. Eranio         | 35       | 4       | 4            | 1            | 39       | 5      |
| A. Ferroni (II)   | 24       | 0       | -            | -            | 24       | 0      |
| D. Fontolan (II)  | 35       | 6       | 4            | 1            | 39       | 7      |
| A. Gentilini      | 33       | 0       | 5            | 0            | 38       | 0      |
| A. Gregori        | 38       | -13     | 4            | -1           | 42       | -14    |
| M. Nappi          | 35       | 7       | 5            | 0            | 40       | 7      |
| R. Onorati        | 38       | 5       | 5            | 1            | 43       | 6      |
| M. Pasquale       | -        | -       | 1            | -3           | 1        | -3     |
| V. Pusceddu       | 2        | 0       | -            | -            | 2        | 0      |
| A. Quaggiotto     | 38       | 6       | -            | -            | 38       | 6      |
| G. Romairone      | 0        | 0       | 0            | 0            | 0        | 0      |
| F. Rotella        | 10       | 0       | 4            | 0            | 14       | 0      |
| G. Ruotolo        | 35       | 3       | 4            | 0            | 39       | 3      |
| F. Signorelli (I) | 5        | 0       | 3            | 0            | 8        | 0      |
| G. Signorini      | 35       | 0       | -            | -            | 35       | 0      |
| V. Torrente       | 34       | 0       | 5            | 0            | 39       | 0      |
| C. Trapella       | 0        | 0       | 0            | 0            | 0        | 0      |